# María Luisa Balseiro Fernández-Campoamor
María Luisa Balseiro Fernández-Campoamor (Madrid, 1950) es una traductora española. 
Ha obtenido en dos ocasiones el Premio Nacional de traducción; en 1993 por Posesión, de A. S. Byatt, y en 1989 por El avance del saber, de Francis Bacon. En 1977 recibió el Premio Nacional de Literatura Infantil en la modalidad de traducción por Dragón, dragón y otros cuentos, de John Gardner, y en 1980 fue incluida en la Lista de Honor del IBBY por la traducción de La isla de Abel, de William Steig. 